# Bluegrass
Bluegrass je ameriška glasba. Sestavljena je iz škotske, angleške in irske ljudske glasbe. Nastal je iz glasbe angleških in irskih, delno tudi škotskih priseljencev - naj pa so vplivali temnopolti prebivalci ZDA, ki izvirajo iz Afrike. Ima tudi elemente jazz glasbe.